# ノエル・ヘメンディンガー
ノエル・ヘメンディンガー（Noel Hemmendinger, 1913年12月25日 - 2017年1月3日）は、アメリカ合衆国の外交官。

## 生涯
1913年にニュージャージー州バーナーズヴィルで誕生。1933年にストラスブール大学に在籍。1934年にプリンストン大学で文学士号を取得。1937年にハーバード大学で法学士号を取得。1937年にワシントンD.C.およびニューヨーク州で弁護士登録。1937年より司法省に勤務。1937年から1938年まで司法省事務官。1939年から1941年まで連邦検事補。1941年から1942年まで司法長官特別補佐官。1942年から1946年までアメリカ陸軍で大佐として海外任務。1946年から1947年まで陸軍省に経済担当官として勤務。
1947年7月9日より国務省に外交専門官として勤務。1947年から1949年まで占領地域担当次官補補佐官。1949年3月30日より政治経済担当官。1951年4月4日より極東局北東アジア部経済課長。1954年9月9日より極東局北東アジア部次長代行。1955年1月30日より極東局北東アジア部次長。1956年1月6日より1956年10月まで極東局北東アジア部長。
2017年1月3日、バージニア州アレクサンドリアにて103歳で死去。